# 爾志郡
- 令制国一覧 > 北海道 (令制) > 渡島国 > 爾志郡
- 日本 > 北海道 > 檜山振興局 > 爾志郡

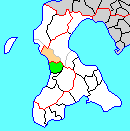
北海道爾志郡の位置（緑：乙部町 薄黄：後に他郡に編入された区域）

爾志郡（にしぐん）は、北海道（渡島国）檜山振興局の郡。
人口3,045人、面積162.59km²、人口密度18.7人/km²。（2025年6月30日、住民基本台帳人口）
以下の1町を含む。
- 乙部町（おとべちょう）

## 郡域
1879年（明治12年）に行政区画として発足した当時の郡域は、上記1町に二海郡八雲町の一部（熊石各町）を加えた区域にあたる。

## 名称の由来
アイヌ語に由来するとした説もあるが、山田秀三は郡内にそれらしいアイヌ語地名がないことに加え、松浦武四郎による郡名建議書に「乙部より熊石、これを西在八ヶ村と申候。西郡に致し置候方に存候」とあることから、和名の「西」の字を飾って「爾志」としたと推察している。

## 歴史

### 郡発足までの沿革
和人が定着し始めたのは室町時代の嘉吉年間までさかのぼると言われ、後に越後・佐渡・能登方面から移住者が増える。
江戸時代の爾志郡域は和人地となっており、北前船も熊石に寄航していた。また、江戸時代の陸上交通は南の檜山郡方面から北の後志や石狩を経て天塩の増毛方面に至る道（国道229号の前身）が通じていた。延宝5年越山を命ぜられた柏巌和尚が門昌庵を開く。元禄4年には「熊石番所」が設けられ、後に和人地が後志国に拡大されるまで蝦夷地との往来を取り締まった。享保6年5月法蔵寺境内に「山海漁猟群萠下種結縁為菩提也」という供養碑が建立される。
寛保元年7月19日の午前5時ころ松前方面から熊石にかけて、渡島大島の噴火に伴う推定波高約10メートルの大津浪が押し寄せ、相沼、泊川地区の死亡者だけで110名に達し、推定では住民の三分の一程度が死亡するという壊滅的な大打撃を与えた。この津波の被害を記載した『相沼無量寺過去帳』は現在、寛保津波の碑も建立された熊石の無量寺が所管している。天明年間の乙部はニシンの千石場所として発展。天明・天保の飢饉時には南部、青森、秋田方面から移住者が増加した。
爾志郡は当初松前藩領とされていたが、江戸時代後期の文化4年、爾志郡域を含む渡島国域が天領とされた。文政4年いったん松前藩領となったが、安政2年、乙部村以北は再び天領とされ津軽藩が警固をおこなった。文久元年乙部に大火発生、170余戸の人家と寺社殿を焼失。元治元年に松前崇広が老中になると、乙部から熊石まで8ケ村が松前藩に戻された。幕末、熊石で見市温泉が見つかる。箱館戦争の際は乙部に新政府軍1,500名が上陸している。戊辰戦争（箱館戦争）終結直後の1869年、大宝律令の国郡里制を踏襲して爾志郡が置かれた。

### 郡発足以降の沿革
- 明治2年

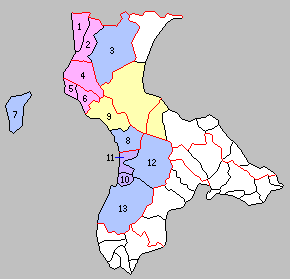
北海道一・二級町村制施行時の爾志郡の町村（8.乙部村 9.熊石村 黄：二海郡八雲町 青：区域が発足時と同じ町村）

  - 6月24日（1869年8月1日） - 版籍奉還により松前藩が改称して館藩となる。
  - 8月15日（1869年9月20日） - 北海道で国郡里制が施行され、渡島国および爾志郡が設置される。
- 明治4年
  - 7月14日（1871年8月29日） - 廃藩置県により館県の管轄となる。
  - 11月2日（1871年12月13日） - 第1次府県統合により青森県の管轄となる。
- 明治5年
  - 4月9日（1872年5月15日） - 全国一律に戸長・副戸長を設置（大区小区制）。
  - 9月23日（1872年10月7日） - 開拓使の管轄となる。
  - 10月10日（1872年11月10日） - 4月に設置された区を大区と改称し、その下に旧来の町村をいくつかまとめて小区を設置（大区小区制）。
- 明治9年（1876年）9月 - 従来開拓使において随意定めた大小区画を廃し、新たに全道を30の大区に分ち、大区の下に166の小区を設けた。

- 第9大区
  - 1小区 ： 熊石村
  - 2小区 ： 泊川村、相沼内村、蚊柱村
  - 3小区 ： 三ツ谷村、突符村、小茂内村
  - 4小区 ： 乙部村

- 明治12年（1879年）7月23日 - 郡区町村編制法の北海道での施行により、行政区画としての爾志郡が発足。
- 明治13年（1880年）1月 - 爾志檜山郡役所の管轄となる。
- 明治15年（1882年）2月8日 - 廃使置県により函館県の管轄となる。
- 明治19年（1886年）
  - 1月26日 - 廃県置庁により北海道庁函館支庁の管轄となる。
  - 12月 - 函館支庁が廃止。
- 明治24年（1891年）3月 - 檜山郡外五郡役所（檜山爾志久遠奥尻太櫓瀬棚郡役所）の管轄となる。
- 明治30年（1897年）11月5日 - 郡役所が廃止され、檜山支庁の管轄となる。
- 明治35年（1902年）4月1日 - 北海道二級町村制の施行により、下記の町村が発足。（2村）
  - 乙部村（二級村） ← 乙部村、小茂内村、突符村、三ツ谷村、蚊柱村（現・乙部町）
  - 熊石村（二級村） ← 熊石村、相沼内村、泊川村（現・二海郡八雲町）
- 昭和18年（1943年）6月1日 - 北海道一・二級町村制が廃止され、北海道で町村制を施行。二級町村は指定町村となる。
- 昭和21年（1946年）10月5日 - 指定町村を廃止。
- 昭和22年（1947年）5月3日 - 地方自治法の施行により北海道檜山支庁の管轄となる。
- 昭和37年（1962年）5月1日 - 熊石村が町制施行して熊石町となる。（1町1村）
- 昭和40年（1965年）10月1日 - 乙部村が町制施行して乙部町となる。（2町）
- 平成17年（2005年）10月1日 - 熊石町が山越郡八雲町と合併して二海郡八雲町（渡島支庁）が発足し、郡より離脱。（1町）
- 平成22年（2010年）4月1日 - 檜山支庁が廃止され、檜山振興局の管轄となる。